# کروننبرگ
کروننبرگ (به هلندی: Kronenberg) یک منطقهٔ مسکونی در هلند است که در هورست ان‌ده ماس واقع شده‌است. کروننبرگ ۱٬۳۱۲ نفر جمعیت دارد.